# Јана (ТВ филм)
Јана је југословенско-западнонемачки ТВ филм из 1970. године. Режирао га је Ролф Хедрих а сценарио је написао Манфред Билер.

## Улоге
| Глумац           | Улога         |
| ---------------- | ------------- |
| Хермина Пипинић  | Јана          |
| Јосиф Татић      | Павел         |
| Свен Ласта       | черни         |
| Перо Квргић      | Иштван Варга  |
| Звонимир Рогоз   | Будин         |
| Борис Бузанчић   | Лудвик        |
| Невенка Бенковић | Фрау Строугал |
| Рикард Брзеска   | Хер Строугал  |
| Вида Јерман      | Лиђа          |
| Јелица Влајки    | Фрау Блажек   |